# Bateria recarregável

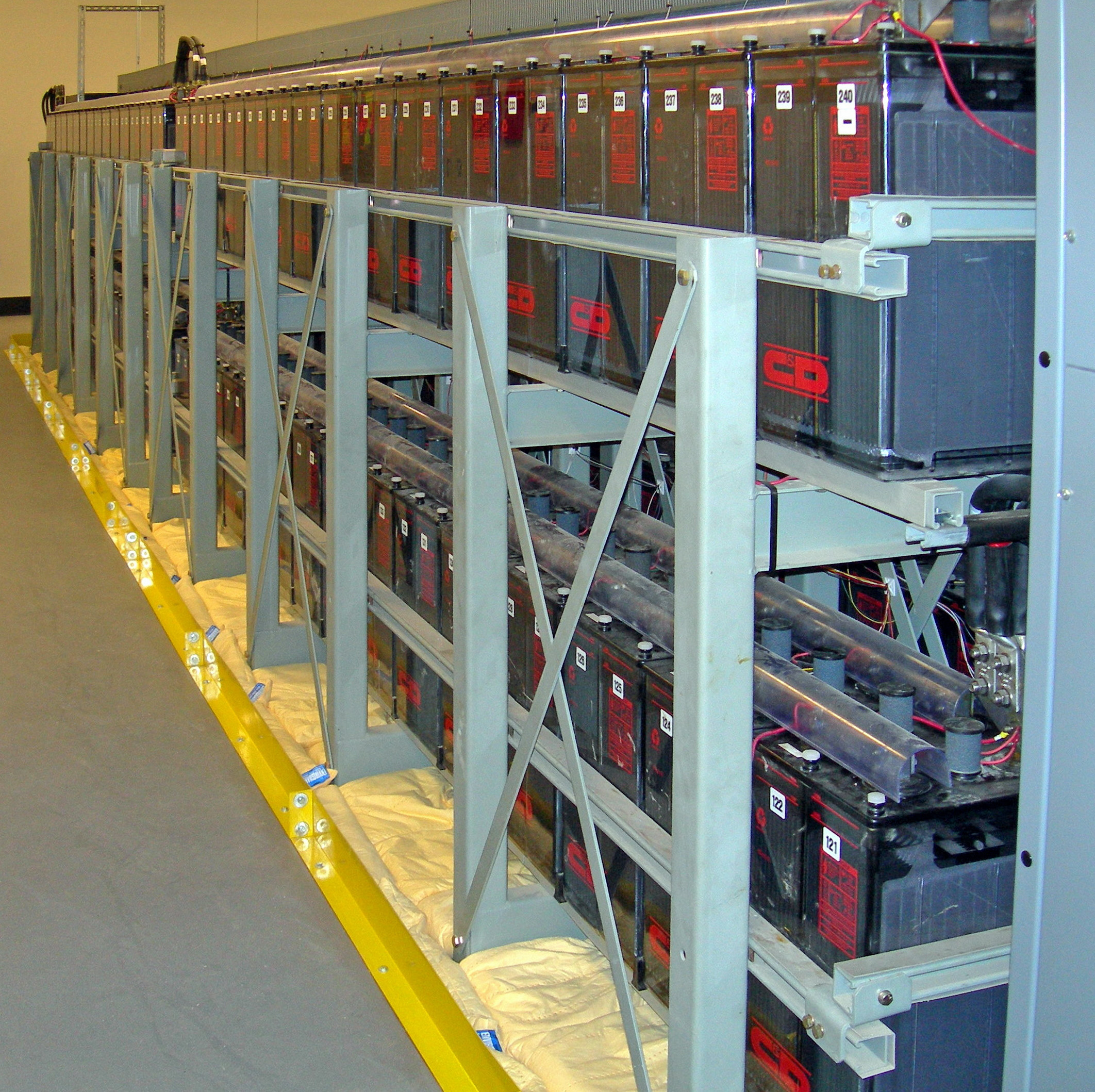
Banco de baterias recarregáveis em um data center.

As baterias podem ser classificadas como recarregável ou normais. A bateria recarregável ou de armazenamento, é um tipo de bateria elétrica que pode ser recarregada e usada muitas vezes sem danificar seu elemento. Elas pode ser compostas de diversos elementos químicos diferentes como de chumbo-ácido, níquel-cádmio (NiCd), níquel metal hidreto (NiMH), de íons de lítio (Li-ion) e polímero de íon de lítio (Li-ion polímero).
As baterias recarregáveis tem um apelo social e ambiental maior do que as baterias comuns por diminuir seu descarte. Quando as baterias são descartadas, elas passam por deformações na cápsula que as envolvem deixando vazar líquido tóxico que podem contaminar o solo e lençóis freáticos.
Alguns tipos de pilhas recarregáveis estão disponíveis nos mesmos tamanhos como os tipos descartáveis. Apesar de ter um custo inicial mais elevado, elas podem ser mais baratas pois podem ser reutilizadas várias vezes.

## Carga e descarga
Durante o carregamento, o material positivo é oxidado, produzindo elétrons, e o material  negativo é reduzido consumindo elétrons. A diferença de potencial entre os dois polos constitue o fluxo de corrente no circuito. O eletrólito pode servir como um armazenador de carga ou pode ser um participante ativo na reação eletroquímica, como em células de chumbo ácido. O ciclo de carregamento e descarregamento pode variar de acordo com o tipo de elemento químico podendo ter de 200 a 2000 ciclos de recarga.
Para carregar uma bateria costuma-se levar mais tempo do que seu consumo para evitar danificar seu elemento. Carregadores lentos podem demorar 14 horas ou mais para efetuar a carga completa. Carregadores rápidos podem carregar células de duas a cinco horas, dependendo do modelo. Carregadores possuem várias formas de detectar quando uma célula atinge plena carga (mudança na tensão terminal, temperatura, etc.) para parar antes que ocorra uma sobrecarga ou superaquecimento.

## Medição de descarga e recarga (c)
A forma de medir quantos amperes a bateria pode fornecer, sem demonstrar danificar a bateria é representado pela letra "C".
Se uma bateria for 1A (1 amper) 2C (C = tempo de carga ou descarga) para carga esta bateria pode ser carregada em 1/2 hora ou 30 minutos. Se a bateria for 5A 5C ela vai demorar 5/5 uma hora para carga completa.

## Quantidade de células

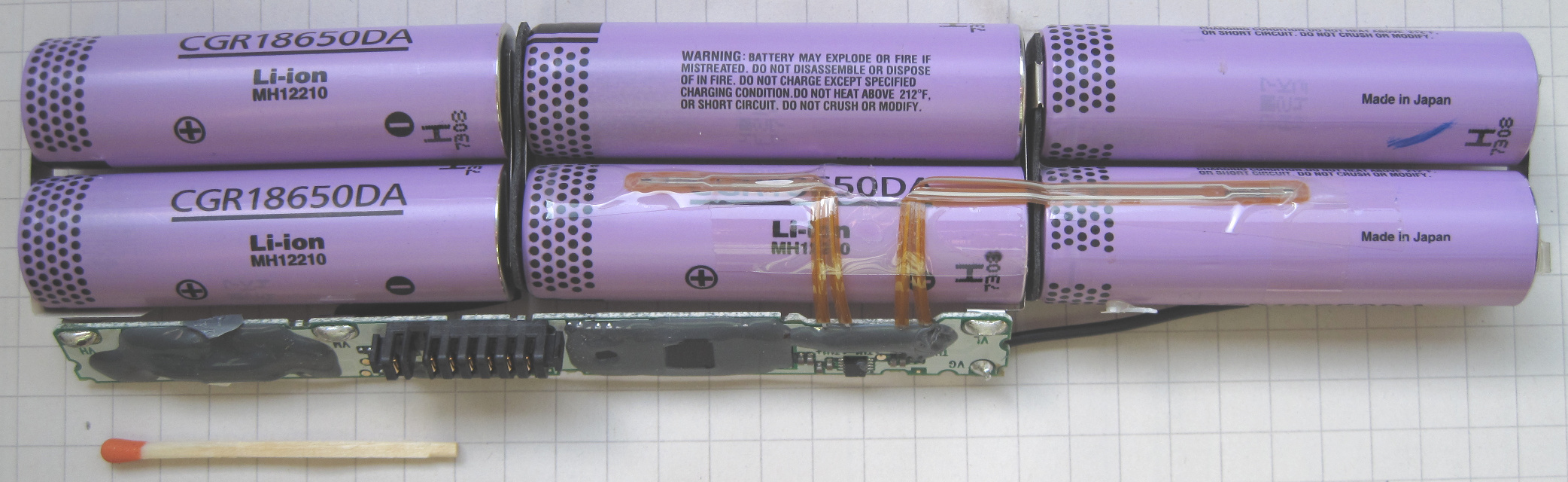
Banco de baterias recarregáveis de um notebook.

Existem duas formas de se organizar as baterias. Podem ser em série ou em paralela. Caso as baterias sejam agrupadas em série os níveis de tensão são somados. Caso elas sejam agrupados em paralelo a corrente é somada.
Quando as baterias são agrupadas em série, ela é representada com um "S". 5S significa que a bateria é composta por 5 células(pilhas).
Quando as baterias são agrupadas em paralelo, ela é representada com um "P". 2p significa que a bateria é composta por 2 grupos de células.
Algumas baterias de notebook são do tipo 3s2p (6 células ao todo).

## Alternativas
Os Supercapacitores são formas de armazenamento de energia com carga ultra rápida mas com corrente baixa. Foram criados por pesquisadores do para solucionar o problema de armazenamento de energia com possibilidade de uso sem a demora do carregamento.